# Franklin Park (New Jersey)
Franklin Park – jednostka osadnicza w Stanach Zjednoczonych, w stanie New Jersey, w hrabstwie Somerset.